# Тактица
У музици тактица или тактна црта (фр. barre de mesure) је усправна црта која одваја један такт да од другог такта.
- Поље између две тактице назива се такт.[3]

## Неколико видова тактица
- Ако желимо један такт да одвојимо од другог такта, написаћемо усправну црту - тактицу[3]

- На крају композиције или неког њеног дела налази се дупла тактица (танка и дебела) - тзв. завршница.[3]

- На завршетку већих делова композиције бележимо две усправне паралелне тактице једнаке дебљине[3]

- Ако желимо да поновимо неки такт или групу тактова, уписујемо дебелу и танку тактицу са две тачке - репетицију[3]    или, зависно од потребе, танку и дебелу тактицу са две тачке